# Gramatica limbii poloneze
Gramatica limbii poloneze, deși este foarte asemănătoare cu gramatici ale celorlalte limbi slave, în special cele din subgrupul occidental, are câteva particularități care nu se pot găsi nicăieri în aria lingvistică slavă. Poloneza este o limbă flexionară, având, conform criteriilor diverse, 3, 4 sau chiar 11 paradigme de conjugare verbală și 8 paradigme de declinare a substantivelor. Pronumele, adjective și numerale au și ele paradigme de declinare. Limba are patru timpuri (trecut, prezent, viitor simplu și viitor compus), două număre (singular și plural, există și rămășițe ale dualului), trei persoane (eu/noi, tu/voi, el/ei), două aspecte (perfectiv și imperfectiv), trei moduri (indicativ, imperativ și condițional), trei diateze (activă, pasivă și reflexivă), șapte cazuri (nominativ, gentitiv, acuzativ, dativ, instrumental, locativ și vocativ) și trei genuri (masculin, feminin și neutru, feminin și neutru schimbând în așa-numit „nemasculin” la plural).
Limba poloneză este unica limbă slavă în care atât în limbajul comun cât și literar se poate pune adjective înaintea substantivelor, depinzând de semnificare cerută, aceasta fiind rezultatul influenței latinei ecleziastice și limbajului biblic, deosebind poloneza din ce în ce mai mult de alte limbile slave. Este important să observeze că ordinea cuvintelor în propoziție nu și-a schimbat așa semnificativ în nicio limbă înrudită. Înfluența latină și romanică (în special a limbii franceze) este și vizibilă în formare a cuvintelor și, la nivelul mai scăzut, în flexiune.

## Părți de vorbire
De obicei, sistemul părților de vorbire a limbii poloneze se împărțește în zece clase – trei flexionare, două parțial flexionare și cinci neflexionare:
- adjectivul — flexionar. Flexionează după număr, caz și gen.
- adverbul — neflexionar.
- conjuncția — neflexionară.
- interjecția — neflexionară.
- numeralul — parțial flexionar. Unele forme flexionează după număr, caz și gen folosind modelul adjectivului.
- particula — neflexionară.
- prepoziția — neflexionară.
- pronumele — parțial flexionar. Unele forme flexionează după număr, caz și gen folosind modelul substantivului.
- substantivul — flexionar. Flexionează după număr și caz, are și gen.
- verbul — flexionar. Flexionează după persoană, timp, număr, diateză, gen și mod, are și aspect.

Există și alte clasificări, folosite în lucrărire știintifice, mai ales lingvistice, dar și filologice, cum ar fi clasificare flexionară a lui Zygmunt Saloni sau clasificare sintactică a lui Roman Laskowski. Sunt și cuvinte care reprezintă caracteristici ale mai multora clase, precum stukrotnie, care este numeral din punctul de vedere semantic, dar adverb din punctul de vedere flexionar.

## Număre
Limba poloneză are actual două număre — singular și plural. Utilizarea dualului s-a restrâns în curs de dezvoltare a limbii vorbite și dispărea subsecvent din limbă literară. Unică limbă slavă care și-a păstrat dualul este slovenă — în poloneza se poate totuși observa niște rămășițe ale acestui număr în flexiunea neregulară la plural a cuvintelor legate de părțile corpului uman.
| Număr în limba poloneză | Număr în limba poloneză | Număr în limba poloneză     | Număr în limba poloneză | Număr în limba poloneză |
| Caz                     | ręka mână               | ręka mână                   | męka tortură            | męka tortură            |
| Caz                     | Singular                | Plural (dual)               | Singular                | Plural                  |
| ----------------------- | ----------------------- | --------------------------- | ----------------------- | ----------------------- |
| Nominativ               | ręka                    | ręce                        | męka                    | męki                    |
| Genitiv                 | ręki                    | rąk                         | męki                    | mąk                     |
| Dativ                   | ręce                    | rękom                       | męce                    | mękom                   |
| Acuzativ                | rękę                    | ręce                        | mękę                    | męki                    |
| Instrumental            | ręką                    | rękoma (lit.) rękami (pop.) | męką                    | mękami                  |
| Locativ                 | ręce                    | rękach                      | męce                    | mękach                  |
| Vocativ                 | ręko                    | ręce                        | męko                    | męki                    |

Două cuvinte și-au păstrat dualul alături de pluralul standard — oko (ochi) și ucho (ureche). Paradigma duală este folosită în referință la organe iar paradigma plurală — cu toate alte semnificări ale acestor cuvinte.

## Genuri
Limba poloneză dispune în general de trei genuri: masculin, feminin și neutru, dar se poate le mai impărți după paradigme lor flexionare — genul masculin are trei subcategorii: masculin personal, masculin animat și masculin neanimat, iar genurile feminin și neutru sunt în plural unite în genul nemasculin. Adjective și unele pronume și numerale se declină după gen, iar substantive au gen neschimbător (astfel, cuvântul feminin nauczycielka – învățatoare, nu este considerat o formă flexionară a cuvântului nauczyciel – învățator, ci cuvântul separat). În poloneza există în grupul nominal acordul genurilor.